# Pegomya silvicola
Pegomya silvicola är en tvåvingeart som beskrevs av Huckett 1966. Pegomya silvicola ingår i släktet Pegomya och familjen blomsterflugor. Inga underarter finns listade i Catalogue of Life.